# Herman Grönlund
Bror Herman Grönlund,  född 3 januari 1927 i Granliden i Vilhelmina församling, död 22 januari 1999 i Vilhelmina, var en svensk naturfotograf, författare och amatörskådespelare.

## Filmografi
- Lavforsen - by i Norrland (1971)[3]
- Nybyggarland (1972)[4]

## Fotnoter
1. ↑  Sveriges dödbok 1901–2009, DVD-ROM, Version 5.00, Sveriges Släktforskarförbund (2010).
2. ↑  Herman Grönlund på Svensk Filmdatabas
3. ↑  Herman Grönlund på Svensk FilmdatabasHerman Grönlund på Svensk Filmdatabas
4. ↑  Herman Grönlund på Svensk FilmdatabasHerman Grönlund på Svensk Filmdatabas